# Canton de Troyes-3
Le canton de Troyes-3 est une circonscription électorale française située dans le département de l'Aube et la région Grand Est.
À la suite du redécoupage cantonal de 2014, les limites territoriales du canton sont remaniées.

## Histoire
Le canton de Troyes-3 a été créé en 1801. Il a été remanié en 1973.
Un nouveau découpage territorial de l'Aube (département) entre en vigueur à l'occasion des élections départementales de mars 2015, défini par le décret du 21 février 2014, en application des lois du 17 mai 2013 (loi organique 2013-402 et loi 2013-403). Les conseillers départementaux sont, à compter de ces élections, élus au scrutin majoritaire binominal mixte. Les électeurs de chaque canton élisent au Conseil départemental, nouvelle appellation du Conseil général, deux membres de sexe différent, qui se présentent en binôme de candidats. Les conseillers départementaux sont élus pour six ans au scrutin binominal majoritaire à deux tours, l'accès au second tour nécessitant 12,5 % des inscrits au premier tour. En outre la totalité des conseillers départementaux est renouvelée. Ce nouveau mode de scrutin nécessite un redécoupage des cantons dont le nombre est divisé par deux avec arrondi à l'unité impaire supérieure si ce nombre n'est pas entier impair, assorti de conditions de seuils minimaux. Dans l'Aube, le nombre de cantons passe ainsi de 33 à 17.
Le canton est entièrement inclus dans l'arrondissement de Troyes. Le bureau centralisateur est situé à Troyes.

## Géographie
Ce canton est organisé autour de Troyes dans l'arrondissement de Troyes. 

## Représentation

### Conseillers d'arrondissement (de 1833 à 1940)
| Période                                  | Période      | Identité                                          | Étiquette          | Qualité |
| ---------------------------------------- | ------------ | ------------------------------------------------- | ------------------ | --- |
| 1833                                     | 1842         | Claude Ferrand-Lamothe                            |                    | Filateur, maire de Troyes (1837-1840) |
| 1842                                     | 1848         | Maxime Jean-Baptiste Gallice-Dalbanne (1789-1859) |                    | Négociant et propriétaire à Troyes |
|                                          |              |                                                   |                    | |
| 1871                                     | 1873 (décès) | Ambroise Regnault-Velut (1790-1873)               |                    | Négociant, Président du Conseil de prud'hommes, Premier adjoint au maire de Troyes, ancien conseiller d'arrondissement du canton de Troyes-1 |
|                                          |              |                                                   |                    | |
|                                          | 1891 (décès) | Jean-Marie Arsène Démarche (1831-1891)            |                    | Marchand chapelier à Troyes |
|                                          |              |                                                   |                    | |
|                                          | 1900         | Édouard Darly                                     | Radical            | Boucher à Troyes |
|                                          |              |                                                   |                    | |
|                                          | 1905         | Nicolas Léandre                                   | Socialiste         | Propriétaire-viticulteur à Laines-aux-Bois                                                                                                   |
| 1905                                     | 1907         | Alfred Philippon                                  |                    | Propriétaire à Bréviandes |
| 1907                                     | 1919         | Paul Desrust                                      |                    | Marchand de chevaux, maire de Saint-Germain                                                                                                  |
| 1919                                     | 1931         | Émile Loisy (1879-1966)                           | SFIO               | Employé des chemins de fer à Troyes |
| 1931                                     | 1937         | Adrien Ninet                                      | Cartel des droites | Propriétaire cultivateur à Rosières |
| 1937                                     | 1940         | Maurice Romagon (1886-1942)                       | PC-SFIC            | Scieur de bois, puis vendeur de journaux, Saint-Julien-les-Villas Résistant, fusillé à la prison de Clairvaux le 7 mars 1942                 |
| 1940                                     |              |                                                   |                    | Les conseils d'arrondissement ont été suspendus par la loi du 12 octobre 1940 et n'ont jamais été réactivés                                  |
| Les données manquantes sont à compléter. |              |                                                   |                    | |

### Conseillers généraux de 1833 à 2015
| Période          | Période          | Identité                                       | Étiquette           | Qualité |
| ---------------- | ---------------- | ---------------------------------------------- | ------------------- | --- |
| 1833             | 1842             | Jean-Louis Delaporte (1796-1870)               | Républicain modéré  | Propriétaire, pharmacien, conseiller municipal de Troyes Député (1848-1849), propriétaire rue Notre-Dame                                           |
| 1842             | 1848             | Vicomte Amand Nicolas Marie Aubin de Rambourgt | Majorité dynastique | Maréchal de camp Maire de Saint-Martin-ès-Vignes                                                                                                   |
| 1848             | 1867             | Claude Ferrand-Lamotte                         |                     | Manufacturier (papeteries) Maire de Troyes (1837-1840, 1848-1871)                                                                                  |
| 1867             | 1874             | Gustave Huot                                   | Bonapartiste        | Propriétaire, maire de Saint-Julien (1874-1880) |
| 1874             | 1880 (décès)     | Amédée Gayot                                   | Centre gauche       | Avocat, ancien conseiller d'arrondissement du canton de Troyes-2 Député (1848-1849 et 1871-1876) Sénateur (1876-1880) Président du Conseil Général |
| 1881             | 1898             | Ernest Lyé Baltet                              | Gauche              | Horticulteur à Troyes |
| 1898             | 1900 (démission) | Gaston Arbouin                                 | Rad.                | Directeur du "Petit Troyen" Député (1900-1906) Conseiller municipal de Troyes                                                                      |
| 1900             | 1905 (démission) | Édouard Darly                                  | Rad.                | Boucher à Troyes, conseiller d'arrondissement |
| 1905             | 1910             | Léandre Nicolas                                | SFIO                | Propriétaire-viticulteur à Laines-aux-Bois, conseiller d'arrondissement Député (1906-1914)                                                         |
| 1910             | 1919             | Henri Parmentier                               | Rad.                | Maire de Saint-Julien-les-Villas (1902-1927) |
| 1919             | 1922             | Henri Lemasson                                 | SFIO                | Commerçant et propriétaire à Troyes Adjoint au Maire de Troyes                                                                                     |
| 1922             | 1928             | Jules Didier                                   | Rad.                | Propriétaire Maire de Saint-André-les-Vergers |
| 1928             | 1930 (démission) | Charles Zimberlin                              | PC-SFIC             | Tourneur sur métaux à Troyes Emprisonné au moment de son élection                                                                                  |
| 1930             | 1934             | Léon Huot                                      | Rad.ind.            | Industriel à Saint-Julien-les-Villas |
| 1934             | 1940             | Edmond Dordé                                   | PC-SFIC             | Cheminot puis employé municipal à Troyes Nommé conseiller départemental en 1943                                                                    |
|                  |                  |                                                |                     | |
| 1945             | 1947 (démission) | Marius Navoizat                                | PCF                 | Tourneur sur métaux puis charbonnier Conseiller municipal de Troyes                                                                                |
| 1947             | 1949             | Maurice Blanchon                               | PCF                 | Bonnetier à Troyes |
| 1949             | 1967             | Henri Terré                                    | CNIP puis RI        | Négociant Maire de Troyes (1947-1972) Président du Conseil Général (1949-1967) Député (1958-1967) Sénateur (1968-1978)                             |
| 1967             | 1970 (démission) | André Tryoën                                   | CIR                 | Ingénieur commercial EDF |
| 22 novembre 1970 | 1973             | Bernard Pieds                                  | SFIO puis PS        | Directeur de "Libération-Champagne" Député (1967-1968) Maire de Bar-sur-Seine (1959-1971) Elu en 1973 dans le nouveau Canton de Troyes-7           |
| 1973             | 1992             | Jacques Delhalle                               | RPR                 | Médecin Adjoint au maire de Troyes Député (1968-1981)                                                                                              |
| 1992             | 2004             | Étienne Copel                                  | DVD puis UDF        | Général de Brigade aérienne Adjoint au maire de Troyes                                                                                             |
| 2004             | 2015             | Élisabeth Philippon                            | UMP                 | Adjointe au maire de Troyes Elue en 2015 dans le nouveau Canton de Troyes-1                                                                        |

### Représentation après 2015
| Période élective | Période élective | Mandat | Mandat   | Identité            | Nuance | Nuance | Qualité                                                                              |
| ---------------- | ---------------- | ------ | -------- | ------------------- | ------ | ------ | ------------------------------------------------------------------------------------ |
| 2015             | 2021             | 2015   | 2021     | Hania Kouider-Sahed |        | DVD    | Professeure de mathématiques Conseillère municipale de La Chapelle-Saint-Luc         |
| 2015             | 2021             | 2015   | 2021     | Olivier Richard     |        | LR     | Étudiant en droit Adjoint au maire de Troyes, conseiller municipal depuis 2020       |
| 2021             | 2028             | 2021   | en cours | Olivier Girardin    |        | PS     | Cadre supérieur, maire de La Chapelle-Saint-Luc                                      |
| 2021             | 2028             | 2021   | en cours | Djamila Haddad      |        | DVG    | Professeure de lycée Ancienne Vice-Présidente du conseil régional Champagne-Ardennes |

### Résultats détaillés

#### Élections de mars 2015
À l'issue du premier tour des élections départementales de 2015, deux binômes sont en ballottage : Hania Kouider et Olivier Richard (UMP, 30,94 %) et Mireille Cazard et Frédéric Lucquin (FN, 30,83 %). Le taux de participation est de 43,25 % (4 699 votants sur 10 864 inscrits) contre 50,14 % au niveau départemental et 50,17 % au niveau national.
Au second tour, Hania Kouider et Olivier Richard (UMP) sont élus avec 63,19 % des suffrages exprimés et un taux de participation de 43,7 % (2 760 voix pour 4 747 votants et 10 862 inscrits).

#### Élections de juin 2021
Le premier tour des élections départementales de 2021 est marqué par un très faible taux de participation (33,26 % au niveau national). Dans le canton de Troyes-3, ce taux de participation est de 26,51 % (2 767 votants sur 10 437 inscrits) contre 32,18 % au niveau départemental. À l'issue de ce premier tour, deux binômes sont en ballottage : Olivier Girardin et Djamila Haddad (Union à gauche, 38,82 %) et Hania Kouider-Sahed et Olivier Richard (Union à droite, 29,2 %).
Le second tour des élections est marqué une nouvelle fois par une abstention massive équivalente au premier tour. Les taux de participation sont de 34,3 % au niveau national, 32,31 % dans le département et 27,77 % dans le canton de Troyes-3. Olivier Girardin et Djamila Haddad (Union à gauche) sont élus avec 61,8 % des suffrages exprimés (1 644 voix pour 2 899 votants et 10 440 inscrits),,. 

## Composition

### Composition de 1833 à 1973
- Bréviandes
- Laines-aux-Bois
- Rosières
- Saint-André
- Saint-Germain
- Saint-Julien
- Troyes (en partie)

### Composition de 1973 à 2015
Le canton de Troyes 3e Canton se composait d'une fraction de la commune de Troyes.

### Composition à partir de 2015
| Nom                            | Code Insee | Intercommunalité              | Superficie (km2) | Population (dernière pop. légale)               | Densité (hab./km2) | Modifier                                    |
| ------------------------------ | ---------- | ----------------------------- | ---------------- | ----------------------------------------------- | ------------------ | ------------------------------------------- |
| Troyes (bureau centralisateur) | 10387      | CA Troyes Champagne Métropole | 13,20            | Fraction : 9 080 (2022) Commune : 62 443 (2022) | 4 731              | modifier les données · modifier les données |
| La Chapelle-Saint-Luc          | 10081      | CA Troyes Champagne Métropole | 10,48            | 12 603 (2022)                                   | 1 203              | modifier les données · modifier les données |
| Canton de Troyes-3             | 1014       |                               |                  | 21 683 (2022)                                   |                    | modifier les données                        |

Le nouveau canton de Troyes-3 comprend :
1. La commune de La Chapelle-Saint-Luc ;
2. La partie de la commune de Troyes située à l'est et au nord d'une ligne définie par l'axe des voies et limites suivantes : depuis la limite territoriale de la commune de La Chapelle-Saint-Luc, avenue du Général-Leclerc, avenue Marguerite-Flavien-Buffard, rue de la Guérarde, rue du Lieutenant-Pierre-Murard, avenue Pasteur, rue Charles-Delaunay, rue de Preize, rue Georgia-Knap, avenue Chomedey-de-Maisonneuve, boulevard Danton, cours de la Seine, jusqu'à la limite territoriale de la commune de Lavau.

## Démographie

### Démographie avant 2015
| 1962 | 1968 | 1975 | 1982 | 1990   | 1999   | 2006   | 2011   | 2012   |
| ---- | ---- | ---- | ---- | ------ | ------ | ------ | ------ | ------ |
| -    | -    | -    | -    | 13 851 | 14 789 | 14 846 | 14 328 | 14 275 |

### Démographie depuis 2015
En 2022, le canton comptait 21 683 habitants, en évolution de +2,67 % par rapport à 2016 (Aube : +0,7 %, France hors Mayotte : +2,11 %).
| 2013   | 2018   | 2022   |
| ------ | ------ | ------ |
| 20 686 | 20 822 | 21 683 |